# Kristi de Vries
Kristi de Vries (Fontana, Californië, 26 maart 1982) is een Nederlands softballer.
De Vries kwam uit voor de Amerikaanse teams van Crunch, Gordon's Panters en de Ohio State University en speelt momenteel voor de Sparks uit Haarlem. Ze is werper en eerste honkvrouw en slaat en gooit rechtshandig. De Vries was lid van het Olympische team dat deelnam aan de zomerspelen van 2008 te Peking. In 2003 en 2004 was ze de beste werper van de Ohio State University. Ze is lid van het Nederlands damessoftbalteam sinds 2003 en heeft tot op heden 38 interlands gespeeld. De Vries is werkzaam binnen de Human Resources.
Noémi Boekel · 
Marloes Fellinger · 
Sandra Gouverneur · 
Petra van Heijst · 
Judith van Kampen · 
Kim Kluijskens · 
Saskia Kosterink · 
Jolanda Kroesen · 
Daisy de Peinder · 
Marjan Smit · 
Rebecca Soumeru · 
Nathalie Timmermans · 
Ellen Venker · 
Britt Vonk · 
Kristi de Vries